# Bulbophyllum macrocoleum
Bulbophyllum macrocoleum är en orkidéart som beskrevs av Gunnar Seidenfaden. Bulbophyllum macrocoleum ingår i släktet Bulbophyllum och familjen orkidéer. Inga underarter finns listade i Catalogue of Life.